# 清原正高
清原 正高（きよはら の まさたか）は、平安時代中期の人物。官位は豊後介。豊後清原氏の祖とされ、『船岡新宮八幡縁起』などに言及があるものの、来歴等については諸説があり、実在の人物ではなく伝説上の存在と見なされることもある。

## 出自
皇別の清原氏の子孫とされるが、出自は諸説ありはっきりしない。
- 清原有雄の子
- 清原元輔の子
- 清原元輔の曾孫で、戒秀の子である定額の子
- 清原元輔の曾孫で、清原致信の子である清原定信の子

## 経歴
少納言として平安京で官職にあった。寛平3年（891年）豊後介として地方官に転じ、玖珠郡古後に客居すると任期満了後もそのまま久しく同地に住み続けた。のち、帰京して幾ばくもたたない内に山科旧居で卒去した。
文才がある一方で、音楽にも秀でたという。

## 伝説
醍醐天皇の孫で、章明親王の姫であった小松女院と通じたとして、少納言の官職を解かれて豊後国玖珠郡に左遷された。天延元年（973年）に玖珠に入った正高は、山田郷の地頭であった矢野検校藤原久兼のもとに留まり、その娘を妻として嫡子・正通（正道とも）を儲けた。後に赦されて京に戻り、山科で晩年を過ごしたとされる。また、横笛の名手であったという。
玖珠に伝わる伝承によると、正高を慕う小松女院は後に当地まで訪ねてきたが、正高に既に妻子がいると知り、三日月の滝に身を投じ、侍女11人もこれに従ったという。正高は小松女院たちの供養のために、当地に石祠を建て、また、後の正高寺の前身となる寺院を建てたとされる。

## 歌碑
玖珠町の青龍山正高寺には、清原正高の歌碑がある。
| 夜もすがらまさごの数を声にして 寄辺の池の蛙鳴くなり |

## 系譜
- 父：諸説あり（清原有雄、清原元輔[6]、定額[7]、清原定信[8]）
- 母：不詳
- 妻：矢野久兼の娘[2]
  - 男子：清原正通[6][7]
- 生母不明の子女（あるいは正通の子[2]）
  - 男子：清原通成[6]
  - 男子：清原通次[6]